# Падизе (деревня)
Па́дизе (эст. Padise) — деревня в волости Ляэне-Харью уезда Харьюмаа, Эстония. До административной реформы местных самоуправлений Эстонии 2017 года была административным центром одноимённой волости.

## География и описание
Расположена в 48 километрах по шоссе к юго-западу от Таллина. Высота над уровнем моря — 34 метра.
Климат умеренный. Официальный язык — эстонский. Почтовый индекс — 76001.

## Население
По данным переписи населения 2021 года, в деревне проживали 302 человека, из них 275 (91,7 %) — эстонцы.
По данным переписи населения 2011 года, в Падизе проживали 322 человека, из них 299 (92,9 %) — эстонцы.
Численность населения деревни Падизе:
| Год  | 1959 | 1970  | 1979  | 1989  | 2000  | 2011  | 2021  |
| ---- | ---- | ----- | ----- | ----- | ----- | ----- | ----- |
| Чел. | 159  | ↘ 137 | ↗ 324 | ↗ 432 | ↘ 397 | ↘ 322 | ↘ 302 |

## История
Деревня была образована на землях бывшей монастырской мызы Падизе в ходе земельной реформы 1919 года и до 1977 года носила название поселение Кло́остри (эст. Kloostri asundus — «Монастырское»).
В советское время в деревне находилась центральная усадьба колхоза «Койдула». Общий земельный фонд колхоза составлял 9,1 тысячи гектаров, из них сельскохозяйственных угодий — 4,1 тысячи гектаров, численность работников в 1978 году — 290 человек.

## Инфраструктура
В деревне работают детский сад, основная школа (в 2002/2003 учебном году 158 учеников, в 2009/2010 учебном году — 86), библиотека и народный дом, а также гостиница и ресторан в главном (господском) здании мызы Падизе.

## Монастырь и мыза
Название Падизе получило известность благодаря монастырю Падизе, который был основан в начале XIV века. Монахи-цистерцианцы прибыли сюда после 1305 года, когда принадлежащий им монастырь Дюнамюнде в устье Даугавы выкупил Ливонский орден. В 1317 году началось строительство каменного здания, которое, согласно распоряжению короля Дании Эрика Менведа, должно было стать укреплённым. Во время восстания эстонских крестьян 1343 года монастырь был разрушен, и монахов, которые, по словам крестьян, «были достаточно виновны», убили. После подавления восстания началось строительство нового монастыря-крепости.
В 1622 году владения Падизе были пожалованы бургомистру Риги Томасу фон Рамму.

Монастырь Падизе принимал важное участие в борьбе за Ливонию во времена Ливонской войны. Позже собственники мызы Падизе использовали его как жилое здание. В 1766 году монастырь сгорел и с тех пор стоит в развалинах. Начиная с 1936 года развалины монастыря с перерывами подвергались консервации.

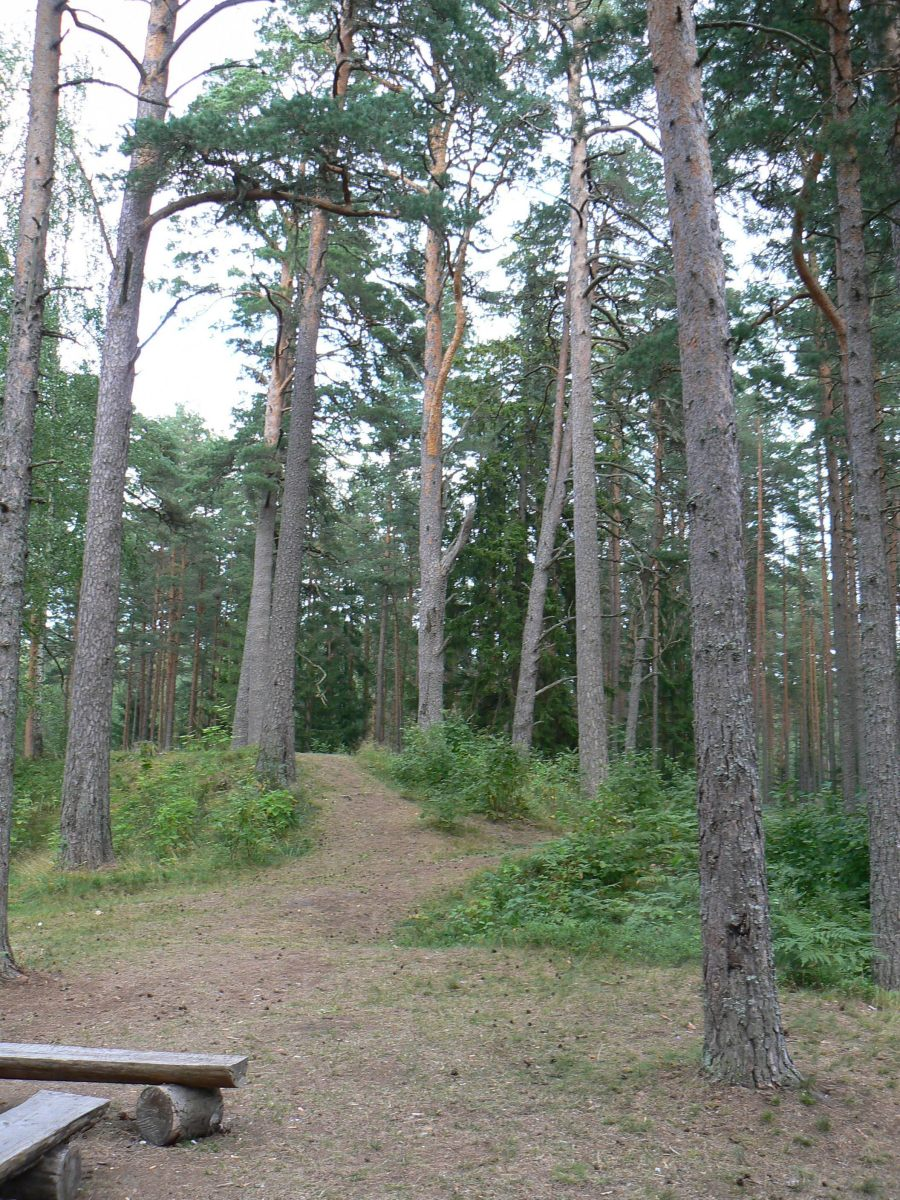
Городище Вана-Линнамяги

После пожара рядом с монастырём началось строительство господского здания мызы. В качестве строительного материала использовались камни из монастырских руин. Мыза принадлежала потомкам Томаса фон Рамма до её экспроприации в 1919 году. Господский дом мызы был выкуплен семейством Раммов в 1998 году.
Развалины монастыря, господское здание мызы, дом управляющего, мельница и ещё 7 сооружений и объектов на территории мызы, а также мызный парк внесены в Эстонский Государственный регистр памятников культуры.
В полукилометре к югу от монастыря Падизе находится древнее городище эстонцев — Падизе линнамяги (Padise linnamägi), или Вана-Линнамяги (Vana-Linnamägi), — внесённое в Эстонский Государственный регистр памятников культуры.

## Программа защиты эстонской архитектуры XX столетия
По инициативе Министерства культуры Эстонии, Департамента охраны памятников старины, Эстонской академии художеств и Музея архитектуры Эстонии в период с 2008 по 2013 год в рамках «Программы защиты эстонской архитектуры XX столетия» была составлена база данных самых ценных архитектурных произведений Эстонии XX века. В ней содержится информация о зданиях и сооружениях, построенных в 1870—1991 годах, которые предложено рассматривать как часть архитектурного наследия Эстонии и исходя из этого или охранять на государственном уровне, или взять на учёт. В этой базе данных есть объекты, расположенные в деревне Падизе:
- центральная усадьба колхоза «Койдула», 1978 год, архитектор С. Касеметс, используется, состояние хорошее[26];
- одноподъездные жилые дома, Падизе 4, 5, 6, 7, 8, 1970-е годы, архитекторы П. Янес, Т. Меэлик, используются, состояние хорошее[27];
- 12-квартирные жилые дома, Падизе 1, 2, 3, 1970-е годы, архитекторы П. Янес, Т. Меэлик, используются, состояние хорошее[28];
- плотина водяной мельницы Ванавески, 1920—1930-е годы, состояние удовлетворительное[29].

## Галерея

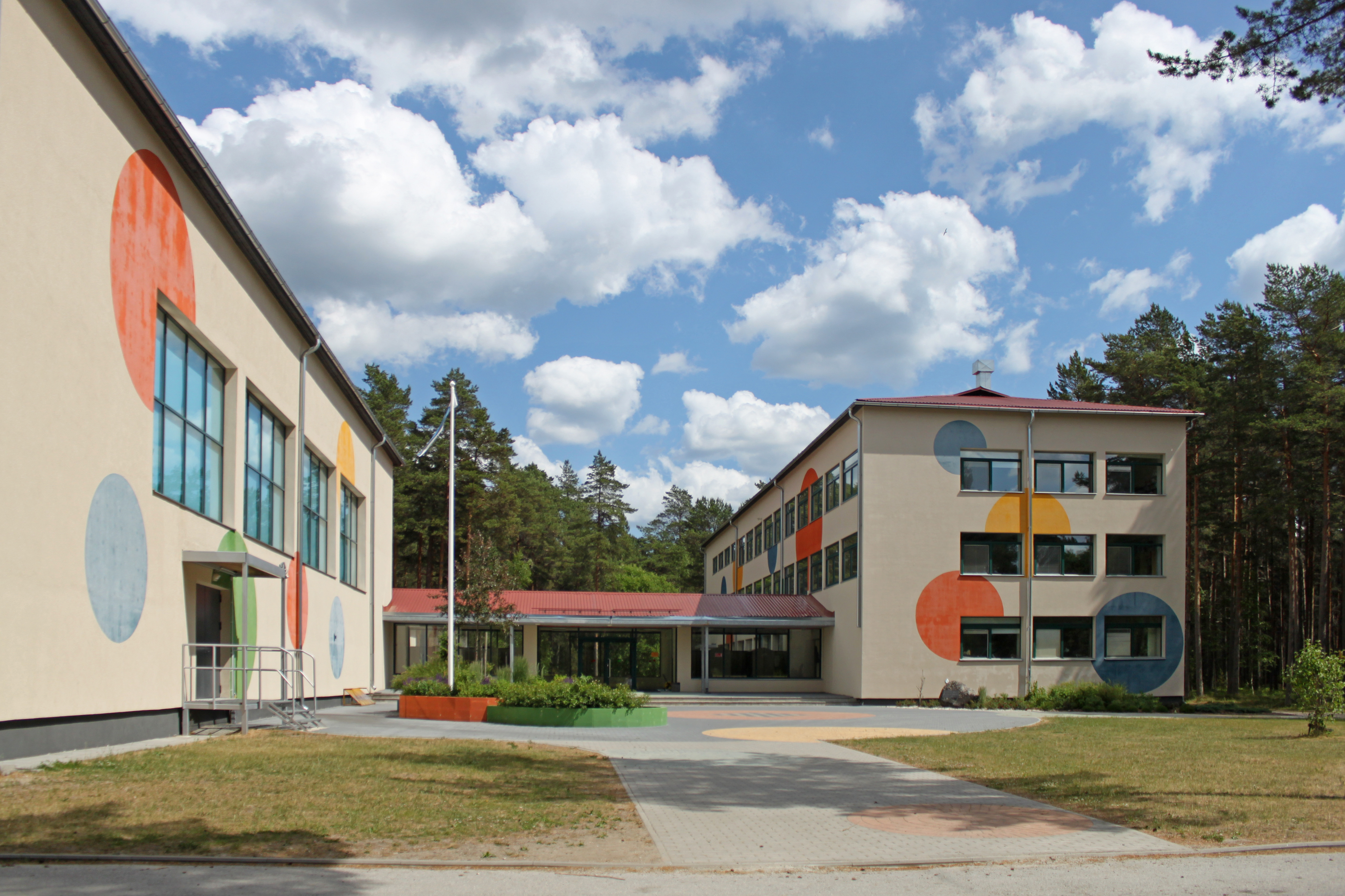
Основная школа Падизе
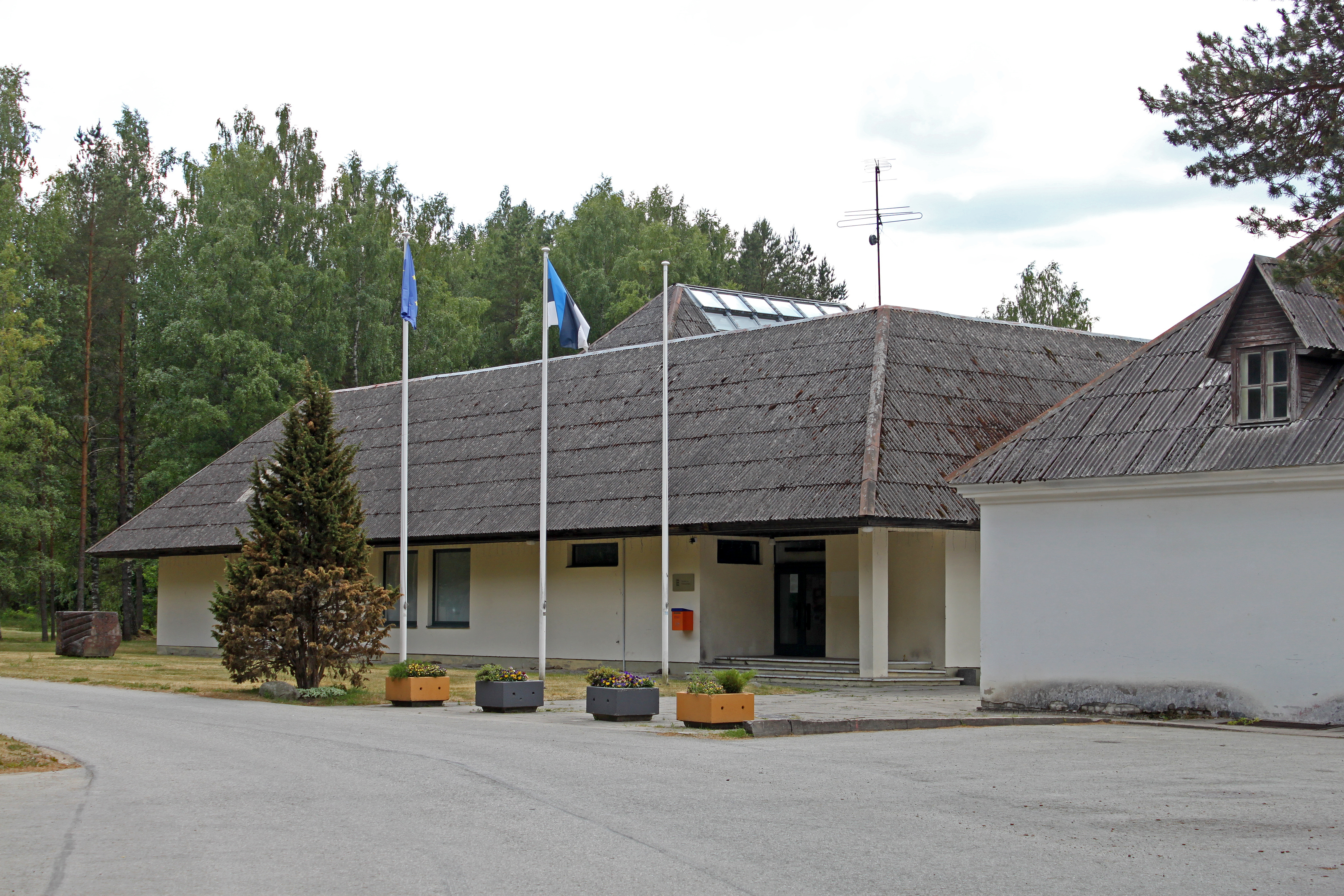
Бывший волостной дом Падизе
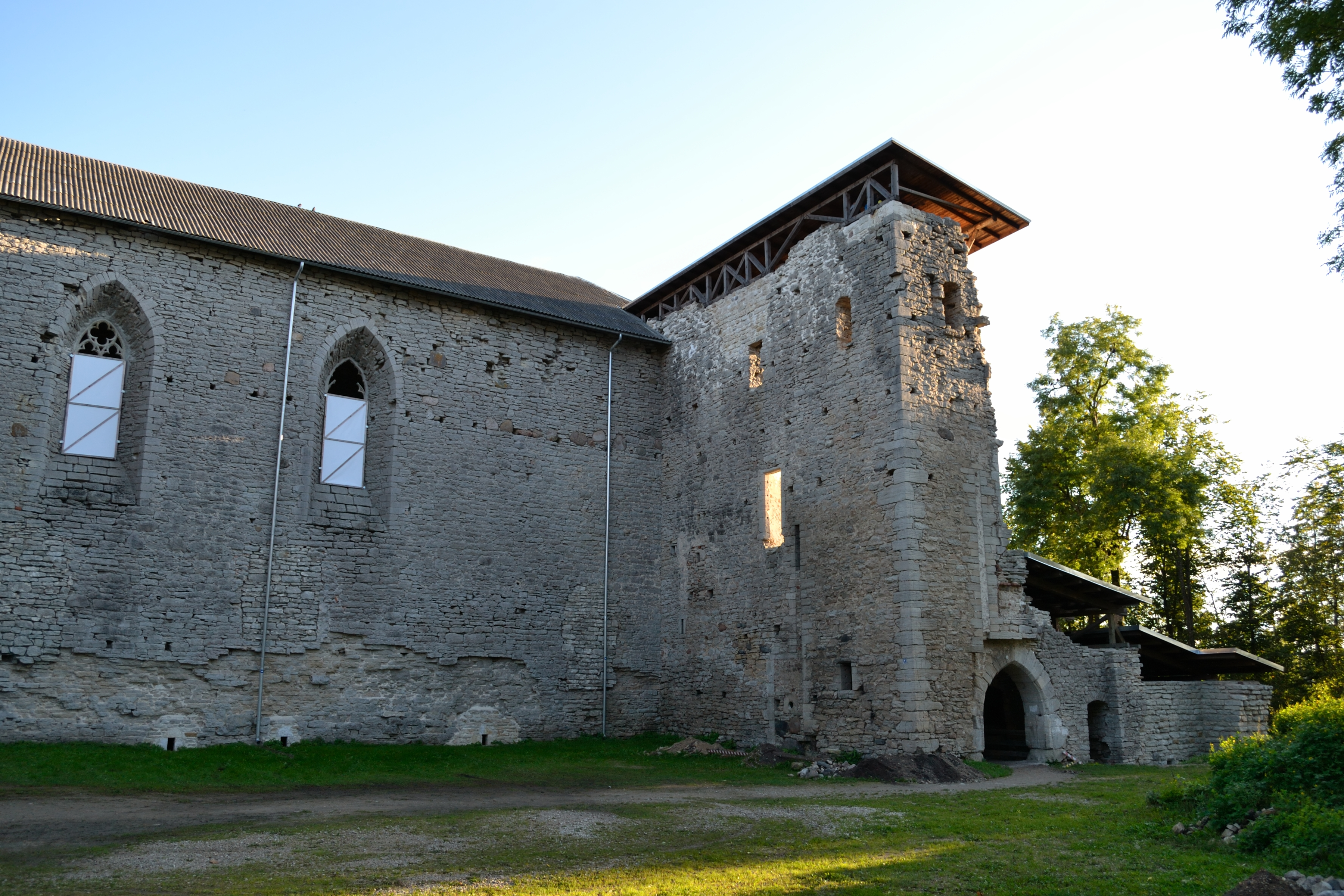
Развалины монастыря Падизе
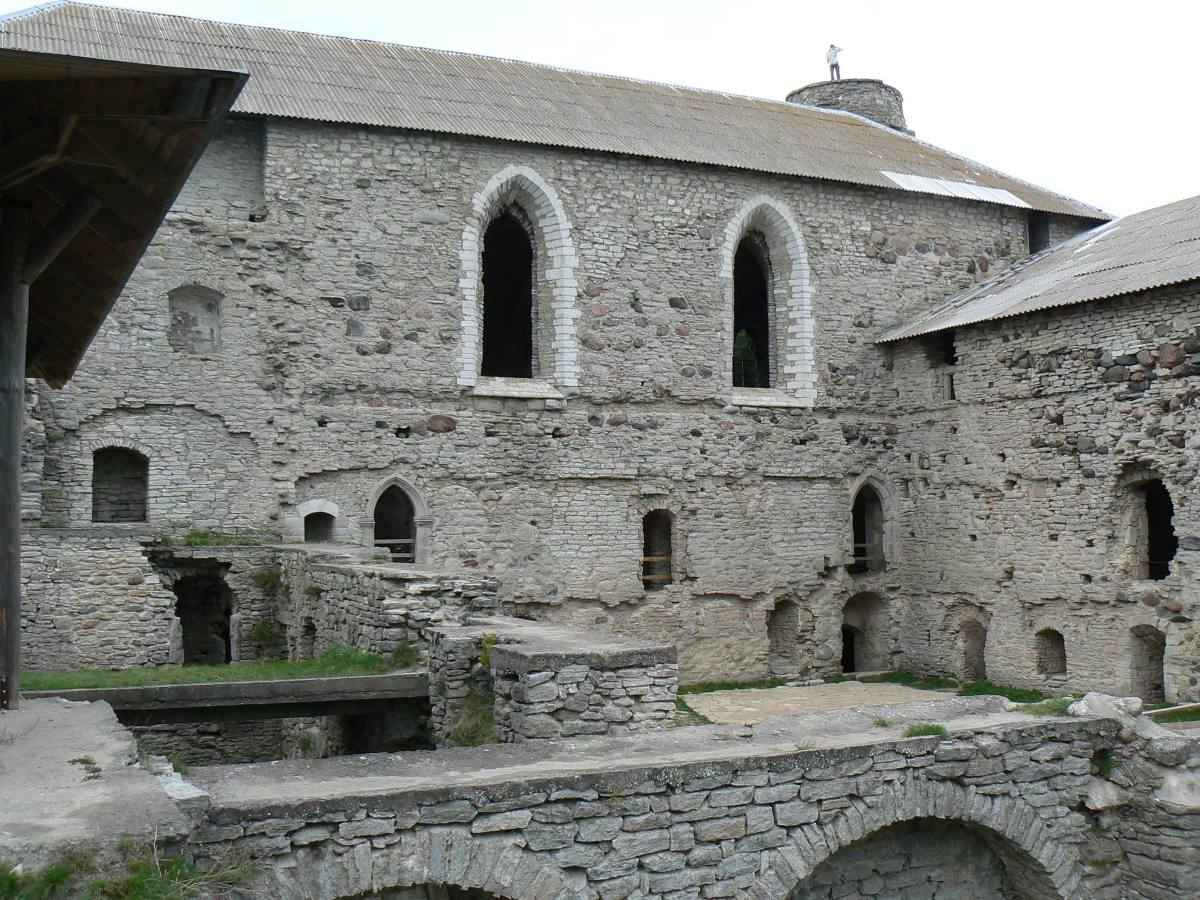
Внутренний двор монастыря